# دافیز فورست، نیوساوت ولز
دافیز فورست (به انگلیسی: Duffys Forest) یک حومه شهر در استرالیا است که در نیو ساوت ولز واقع شده‌است.